# Костюков, Игорь Олегович
И́горь Оле́гович Костюко́в (род. 21 февраля 1961, Амурская область) — российский военачальник. Заместитель начальника Генерального штаба Вооружённых сил Российской Федерации — Начальник Главного управления Генерального штаба Вооружённых сил Российской Федерации с 10 декабря 2018. Герой Российской Федерации (2017). Адмирал (2019).
С 2016 года четырежды становился фигурантом санкционных списков США, Евросоюза и ряда других стран.

## Биография
Родился 21 февраля 1961 года в Амурской области.
Получил военно-морское образование. Позднее окончил Военно-дипломатическую академию (ныне — Военная академия Министерства обороны Российской Федерации).
По окончании академии служил в Главном разведывательном управлении (позднее — Главное управление) Генерального штаба Вооружённых сил Российской Федерации (ГШ ВС РФ). Стал первым заместителем начальника Главного управления ГШ ВС РФ.
Являясь одним из руководителей российской военной разведки, принимал непосредственное участие в руководстве военной операцией в Сирийской Арабской Республике против международной террористической организации «Исламское государство».

Указом Президента Российской Федерации («закрытым») в 2017 году за мужество и героизм, проявленные при исполнении воинского долга, вице-адмиралу Костюкову Игорю Олеговичу присвоено звание Героя Российской Федерации с вручением медали «Золотая Звезда».

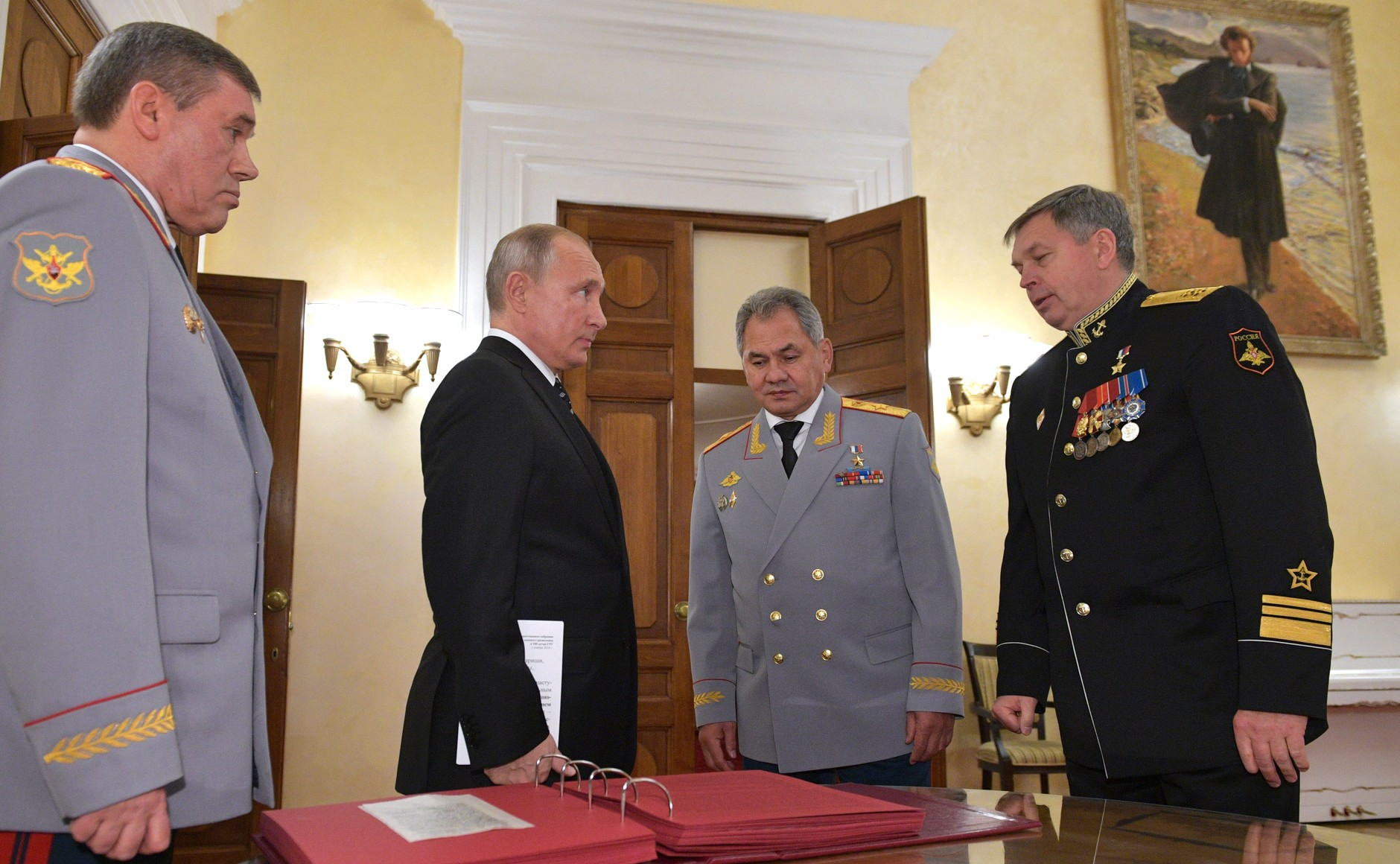
Вице-адмирал И. Костюков (справа) перед началом мероприятия, посвящённого 100-летию образования ГРУ. Москва, ЦАТРА, 2 ноября 2018

Во время болезни руководителя Главного управления генерал-полковника Игоря Коробова с осени 2018 года и после его кончины 21 ноября 2018 года вице-адмирал Игорь Костюков являлся временно исполняющим обязанности начальника Главного управления (ГУ) Генерального штаба по должности, до назначения нового начальника Главного управления Президентом Российской Федерации. Игорь Костюков упоминался в СМИ как наиболее вероятный кандидат на должность заместителя начальника Генерального штаба Вооружённых сил Российской Федерации — начальника Главного управления Генерального штаба Вооружённых сил Российской Федерации.
В декабре 2018 года указом Президента Российской Федерации Владимира Путина вице-адмирал Игорь Костюков назначен заместителем начальника Генерального штаба Вооружённых сил Российской Федерации — начальником Главного управления Генерального штаба Вооружённых сил Российской Федерации. Является первым в современной истории России выходцем из ВМФ, возглавившим военную разведку страны.
В 2019 году присвоено воинское звание адмирал.
Входил в состав делегации Министерства обороны 25—27 июля 2023 года на праздновании 70-летия окончания Корейской войны в КНДР.

## Санкции
29 декабря 2016 года включён в санкционный список США в связи с «действиями по подрыву демократии в США». 20 сентября 2018 года включён в санкционный список США за вмешательства в американские выборы 2016 года.
21 января 2019 года Совет ЕС по иностранным делам ввёл санкции против Костюкова как ответственного за хранение, перевозку и применение отравляющего вещества «Новичок» 4 марта 2018 года в Солсбери. 22 октября 2020 года Совет Евросоюза и Великобритания ввели против Костюкова санкции за кибератаки на Бундестаг в 2015 году и ОЗХО в 2018 году.
Из-за вторжения России на Украину внесен в санкционные списки Канады, Австралии, Японии, Украины и Новой Зеландии. С 5 апреля 2022 года находится под санкциями Канады как «близкий соратник российского режима». Указом президента Украины Владимира Зеленского от 19 октября 2022 находится под санкциями Украины как причастный к агрессии против Украины. По аналогичным основаниям, с 6 апреля 2022 года находится под санкциями Австралии. С 18 марта 2022 года находится под санкциями Японии. С 11 мая 2022 года находится под санкциями Новой Зеландии. Ранее Костюков был внесён ФБК в список коррупционеров и разжигателей войны, с предложением введения против него международных санкций.

## Награды

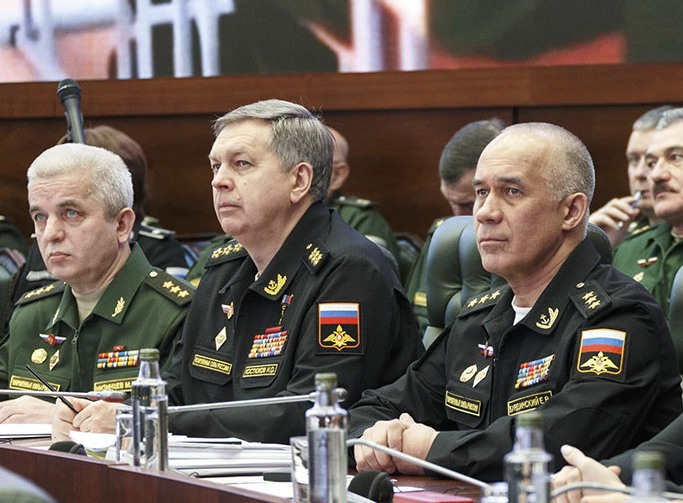
Адмирал И. Костюков (в центре) на заседании Коллегии Минобороны России, 29 января 2020

- Герой Российской Федерации (2017),
- Орден «За заслуги перед Отечеством» III степени,
- Орден «За заслуги перед Отечеством» IV степени,
- Орден Александра Невского,
- Орден Мужества,
- Орден «За военные заслуги»,
- Орден Почёта,
- Медаль ордена «За заслуги перед Отечеством» II степени,
- Медаль «За отвагу»,
- Другие медали СССР и Российской Федерации.